# Qualificazioni alla CONCACAF Women's Gold Cup 2006
Le qualificazioni alla CONCACAF Women's Gold Cup 2006 sono iniziate il 12 marzo 2006 e hanno visto la partecipazione di 28 squadre, con Canada e Stati Uniti già ammesse direttamente alla fase finale.

## Centro-Nord America
Nella zona centro-nord americana, otto nazionali membri della North American Football Union e della Central American Football Union hanno partecipato alla competizione di qualificazione. Le otto squadre sono state disposte in due gironi, con le prime due dei due gironi che si sono qualificate alla fase finale.

### Gruppo A

#### Classifica
| Pos | Squadra     | Pti | G | V | N | P | GF | GS | DR  |
| --- | ----------- | --- | - | - | - | - | -- | -- | --- |
| 1.  | Messico     | 6   | 2 | 2 | 0 | 0 | 17 | 0  | +17 |
| 2.  | Nicaragua   | 3   | 2 | 1 | 0 | 1 | 2  | 10 | -8  |
| 3.  | El Salvador | 0   | 2 | 0 | 0 | 2 | 1  | 10 | -9  |
| 4.  | Belize      | 0   | 0 | 0 | 0 | 0 | 0  | 0  | 0   |

|             | Messico (bandiera) | Nicaragua (bandiera) | El Salvador (bandiera) | Belize (bandiera) |
| ----------- | ------------------ | -------------------- | ---------------------- | ----------------- |
| Messico     |                    | 9 - 0                | 8 - 0                  |                   |
| Nicaragua   |                    |                      | 2 - 1                  |                   |
| El Salvador |                    |                      |                        |                   |
| Belize      |                    |                      |                        |                   |

### Gruppo B

#### Classifica
| Pos | Squadra    | Pti | G | V | N | P | GF | GS | DR |
| --- | ---------- | --- | - | - | - | - | -- | -- | -- |
| 1.  | Panama     | 6   | 2 | 2 | 0 | 0 | 5  | 0  | +5 |
| 2.  | Guatemala  | 3   | 2 | 1 | 0 | 1 | 2  | 4  | -2 |
| 3.  | Costa Rica | 0   | 2 | 0 | 0 | 2 | 1  | 4  | -3 |
| 4.  | Honduras   | 0   | 0 | 0 | 0 | 0 | 0  | 0  | 0  |

|            | Panama (bandiera) | Guatemala (bandiera) | Costa Rica (bandiera) | Honduras (bandiera) |
| ---------- | ----------------- | -------------------- | --------------------- | ------------------- |
| Panama     |                   | 3 - 0                | 2 - 0                 |                     |
| Guatemala  |                   |                      | 2 - 1                 |                     |
| Costa Rica |                   |                      |                       |                     |
| Honduras   |                   |                      |                       |                     |

## Caraibi
Consiste nella Coppa dei Caraibi femminile con 22 squadre partecipanti e le prime due che si qualificano per la CONCACAF Women's Gold Cup 2006.

### Turno preliminare
| Squadra 1                 | Totale | Squadra 2               | Andata | Ritorno |
| ------------------------- | ------ | ----------------------- | ------ | ------- |
| Barbados                  | 0 - 1  | Antigua e Barbuda       | 0 - 1  | 0 - 0   |
| Isole Cayman              | 1 - 3  | Antille Olandesi        | 1 - 2  | 1 - 0   |
| Isole Vergini Britanniche | 1 - 8  | Isole Vergini Americane | 1 - 3  | 0 - 5   |
| Turks e Caicos            | nd     | Bahamas                 | —      | —       |
| Grenada                   | nd     | Guyana                  | —      | —       |
| Saint Kitts e Nevis       | nd     | Montserrat              | —      | —       |

### Primo round
Le vincitrici dei gironi si sono qualificate per la fase finale. Haiti non ha potuto partecipare al gruppo B in quanto gli è stato negato l'ingresso nel paese ospitante Aruba, pertanto è stato organizzato uno spareggio con la vincitrice del gruppo B, Suriname. Haiti ha vinto lo spareggio ma il Suriname si è comunque qualificato come miglior seconda per differenza reti, insieme alle Bermuda.

#### Gruppo A
| Pos | Squadra                 | Pti | G | V | N | P | GF | GS | DR |
| --- | ----------------------- | --- | - | - | - | - | -- | -- | -- |
| 1.  | Rep. Dominicana         | 9   | 3 | 3 | 0 | 0 | 11 | 2  | +9 |
| 2.  | Bermuda                 | 6   | 3 | 2 | 0 | 1 | 9  | 4  | +5 |
| 3.  | Isole Vergini Americane | 3   | 3 | 1 | 0 | 2 | 4  | 7  | -3 |
| 4.  | Turks e Caicos          | 0   | 3 | 0 | 0 | 3 | 0  | 11 | -1 |

|                         | Rep. Dominicana (bandiera) | Bermuda (bandiera) | Isole Vergini Americane (bandiera) | Turks e Caicos (bandiera) |
| ----------------------- | -------------------------- | ------------------ | ---------------------------------- | ------------------------- |
| Rep. Dominicana         |                            | 3 - 1              | 3 - 1                              | 5 - 0                     |
| Bermuda                 |                            |                    | 4 - 1                              | 4 - 0                     |
| Isole Vergini Americane |                            |                    |                                    | 2 - 0                     |
| Turks e Caicos          |                            |                    |                                    |                           |

#### Gruppo B
| Pos | Squadra          | Pti | G | V | N | P | GF | GS | DR |
| --- | ---------------- | --- | - | - | - | - | -- | -- | -- |
| 1.  | Haiti            | -   | - | - | - | - | -  | -  | -  |
| 2.  | Suriname         | 6   | 2 | 2 | 0 | 0 | 10 | 1  | +9 |
| 3.  | Antille Olandesi | 3   | 2 | 1 | 0 | 1 | 3  | 8  | -5 |
| 4.  | Aruba            | 0   | 2 | 0 | 0 | 2 | 1  | 5  | -4 |

|                  | Haiti (bandiera) | Suriname (bandiera) | Antille Olandesi (bandiera) | Aruba (bandiera) |
| Haiti            |                  |                     |                             |                  |
| ---------------- | ---------------- | ------------------- | --------------------------- | ---------------- |
| Suriname         | 0 - 3*           |                     | 7 - 1                       |                  |
| Antille Olandesi |                  |                     |                             |                  |
| Aruba            |                  | 0 - 3               | 1 - 2                       |                  |

- Play-off

#### Gruppo C
| Pos | Squadra             | Pti | G | V | N | P | GF | GS | DR  |
| --- | ------------------- | --- | - | - | - | - | -- | -- | --- |
| 1.  | Giamaica            | 9   | 3 | 3 | 0 | 0 | 27 | 0  | +27 |
| 2.  | Saint Lucia         | 6   | 3 | 2 | 0 | 1 | 5  | 8  | -3  |
| 3.  | Saint Kitts e Nevis | 3   | 3 | 1 | 0 | 2 | 5  | 16 | -11 |
| 4.  | Antigua e Barbuda   | 0   | 3 | 0 | 0 | 3 | 3  | 16 | -13 |

|                     | Giamaica (bandiera) | Saint Lucia (bandiera) | Saint Kitts e Nevis (bandiera) | Antigua e Barbuda (bandiera) |
| ------------------- | ------------------- | ---------------------- | ------------------------------ | ---------------------------- |
| Giamaica            |                     | 5 - 0                  | 11 - 0                         | 10 - 0                       |
| Saint Lucia         |                     |                        | 3 - 2                          |                              |
| Saint Kitts e Nevis |                     |                        |                                | 3 - 2                        |
| Antigua e Barbuda   |                     | 1 - 2                  |                                |                              |

#### Gruppo D
| Pos | Squadra                   | Pti | G | V | N | P | GF | GS | DR  |
| --- | ------------------------- | --- | - | - | - | - | -- | -- | --- |
| 1.  | Trinidad e Tobago         | 9   | 3 | 3 | 0 | 0 | 20 | 1  | +19 |
| 2.  | Saint Vincent e Grenadine | 6   | 3 | 2 | 0 | 1 | 8  | 4  | +4  |
| 3.  | Dominica                  | 1   | 3 | 1 | 1 | 2 | 2  | 10 | -8  |
| 4.  | Grenada                   | 1   | 3 | 0 | 1 | 2 | 2  | 17 | -15 |

|                           | Trinidad e Tobago (bandiera) | Saint Vincent e Grenadine (bandiera) | Dominica (bandiera) | Grenada (bandiera) |
| ------------------------- | ---------------------------- | ------------------------------------ | ------------------- | ------------------ |
| Trinidad e Tobago         |                              | 4 - 1                                | 6 - 0               | 10 - 0             |
| Saint Vincent e Grenadine |                              |                                      | 2 - 0               |                    |
| Dominica                  |                              |                                      |                     | 2 - 2              |
| Grenada                   |                              | 0 - 5                                |                     |                    |

#### Raffronto tra le seconde classificate
| Pos. | Squadra                   | Pt | G | V | N | P | GF | GS | DR | Gr |
| ---- | ------------------------- | -- | - | - | - | - | -- | -- | -- | -- |
| 1.   | Suriname                  | 6  | 2 | 2 | 0 | 0 | 10 | 1  | +9 | B  |
| 2.   | Bermuda                   | 6  | 2 | 2 | 0 | 0 | 8  | 1  | +7 | A  |
| 3.   | Saint Vincent e Grenadine | 6  | 2 | 2 | 0 | 0 | 7  | 0  | +7 | D  |
| 4.   | Saint Lucia               | 6  | 2 | 2 | 0 | 0 | 5  | 3  | +2 | C  |

### Round Finale
Trinidad e Tobago ha ospitato la fase finale, composta da due gironi da tre squadre, tra il 6 e il 10 settembre. Le vincitrici di ogni girone si sono qualificate per la fase finale.

#### Gruppo A
| Pos | Squadra           | Pti | G | V | N | P | GF | GS | DR  |
| --- | ----------------- | --- | - | - | - | - | -- | -- | --- |
| 1.  | Trinidad e Tobago | 6   | 2 | 2 | 0 | 0 | 12 | 1  | +11 |
| 2.  | Rep. Dominicana   | 3   | 2 | 1 | 0 | 1 | 2  | 7  | -5  |
| 3.  | Suriname          | 0   | 2 | 0 | 0 | 2 | 1  | 7  | -6  |

|                   | Trinidad e Tobago (bandiera) | Rep. Dominicana (bandiera) | Suriname (bandiera) |
| ----------------- | ---------------------------- | -------------------------- | ------------------- |
| Trinidad e Tobago |                              |                            | 5 - 1               |
| Rep. Dominicana   | 0 - 7                        |                            |                     |
| Suriname          |                              | 0 - 2                      |                     |

#### Gruppo B
| Pos | Squadra  | Pti | G | V | N | P | GF | GS | DR  |
| --- | -------- | --- | - | - | - | - | -- | -- | --- |
| 1.  | Giamaica | 6   | 2 | 2 | 0 | 0 | 10 | 0  | +10 |
| 2.  | Haiti    | 3   | 2 | 1 | 0 | 1 | 5  | 3  | +2  |
| 3.  | Bermuda  | 0   | 2 | 0 | 0 | 2 | 0  | 12 | -12 |

|          | Giamaica (bandiera) | Haiti (bandiera) | Bermuda (bandiera) |
| -------- | ------------------- | ---------------- | ------------------ |
| Giamaica |                     |                  | 7 - 0              |
| Haiti    | 0 - 3               |                  |                    |
| Bermuda  |                     | 0 - 5            |                    |